# Битва при Пидне
Би́тва при Пи́дне — сражение Третьей Македонской войны. Состоявшаяся 22 июня 168 года до н. э., битва стала решающим сражением, которое привело к полному подчинению Македонии Риму. Точная дата определена благодаря лунному затмению, произошедшему накануне.

## Военная кампания
Третья Македонская война началась в 171 году до н. э. В тот год римские войска удачно начали военные действия, так как Персей Македонский не успел собрать все свои войска. Но к концу года ситуация изменилась, и македонскому царю удалось вернуть важный для македонян религиозный город — Дион.
В 168 году до н. э. командующим римскими войсками стал опытный военачальник и консул Луций Эмилий Павел Македонский. Чтобы заставить Персея покинуть занимаемые им позиции, он отправил отдельный отряд в 8200 пехотинцев и 120 кавалеристов под командованием Публия Корнелия Сципиона Назики Коркула к побережью. Назика разбил лагерь возле Гераклеи. Этим он хотел убедить македонян, что римляне попытаются высадить морем десант у них в тылу. Сам Сципион ночью отвёл свои войска на юг и по горам выдвинулся к Питиону, чтобы напасть на македонян с тыла.
Но в македонский лагерь прибыл римлянин-перебежчик, и Персей послал Милона с 12 тыс. воинов с приказом блокировать проходы в горных перевалах. Однако после стычки с римлянами македоняне вернулись обратно в лагерь. После этого царь переместил свою армию на север, заняв позиции около современного города Катерини к югу от Пидны. На этой равнине, посередине которой протекали речки Эсон и Левк, македонская фаланга находилась в наилучших условиях для сражения.
Римские войска объединились, а в это время Персей развернул свои силы для отражения атаки Сципиона с юга. Но римляне находились на западе, и во время своего продвижения они встретили готовые к обороне македонские войска. Решив не начинать битвы с уставшими бойцами, римляне расположились на западе от македонян в предгорьях горы Олокр. Накануне произошло лунное затмение, которое македоняне посчитали плохим предзнаменованием, считая, что оно предвещает гибель царя.
Сражение началось днём следующего дня — 22 июня.

## Битва

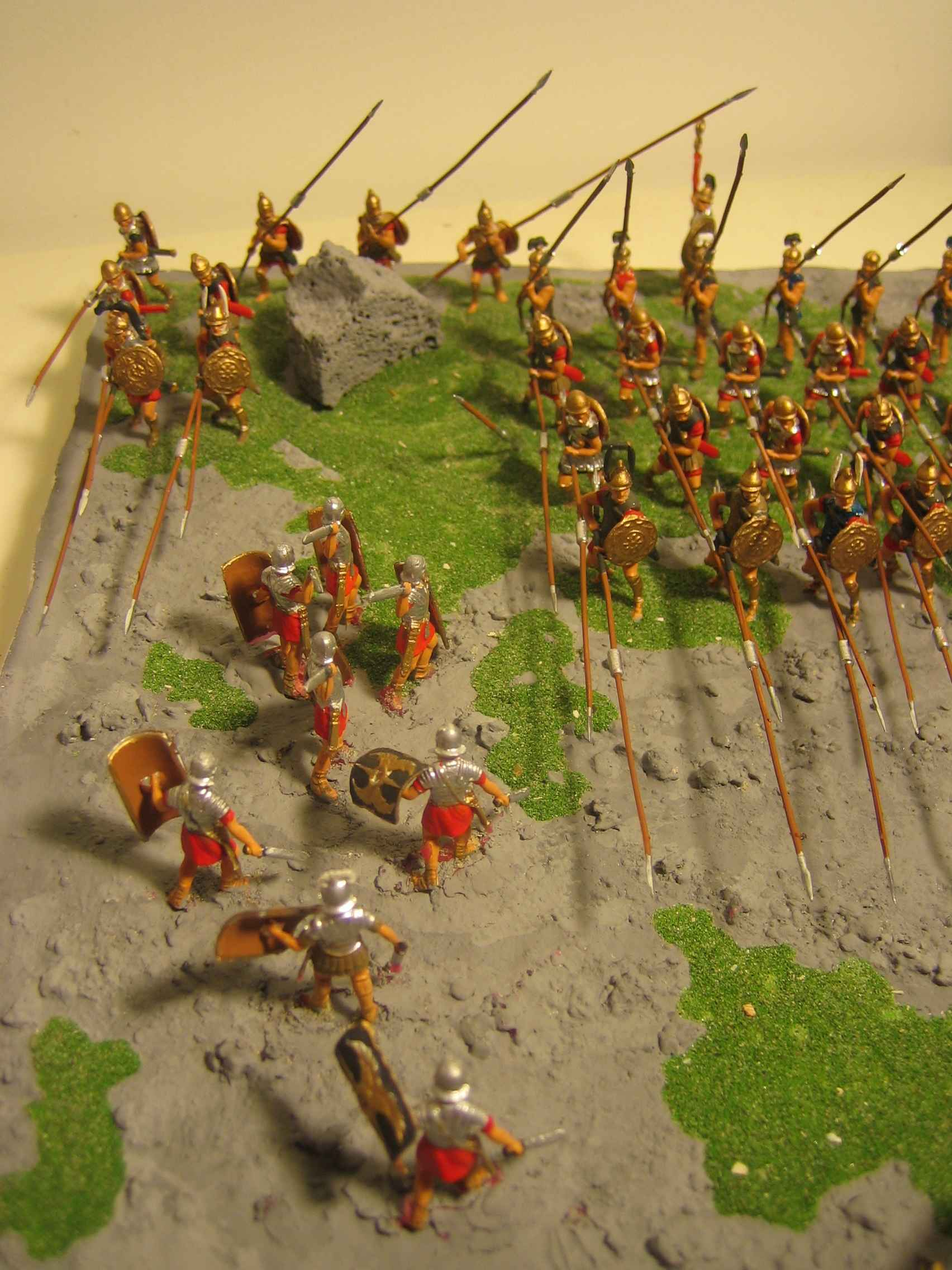
Римляне вклиниваются в разрывы фаланги

Войско римлян состояло из 29 тысяч солдат, из них 24,5 тысячи пехоты, включая два легиона. У македонян было 44 тысяч воинов, из которых 21 тысяча были фалангитами. Численность конницы у противников было равным — около 4 тысячи у каждой стороны.
Римляне разместили два легиона в центре, а союзную латинскую, италийскую и греческую пехоту расположили на флангах. Конница была помещена на крыльях построения, а на правом фланге находились 22 боевых слона.
Фаланга занимала центр македонской армии вместе с элитной трёхтысячной охраной, находившейся слева от неё. Лёгкие пельтасты, наёмники и фракийская пехота охраняли два фланга фаланги, в то время как македонская конница выстраивалась на флангах. Более сильный воинский контингент был на правом македонском фланге, где Персей командовал тяжёлой конницей.
В 15:00 началось сближение армий. Вид противника встревожил и испугал римлян, фаланга смела передовые части римлян, и они начали запланированное отступление к горе Олкор.
В это время консул заметил, что македонская фаланга продвигалась вперёд неравномерно, с разрывами. Он приказал частям легионов, против которых появились разрывы фаланги, действовать независимо друг от друга и малыми частями вклиниваться в разрывы и атаковать с флангов. Легионеры первых двух линий, вооружённые щитами и короткими мечами, проскальзывали мимо македонских пик и вступали в ближний бой, в котором преимущество в вооружении было на их стороне.
Видя изменение хода сражения, Персей вместе с конницей покинул поле битвы. Македонская армия была разбита, потеряв 20 тысяч человек убитыми и 11 тысяч ранеными (из 40 тысяч). Сражение длилось около часа, но преследование продлилось до сумерек. Персей бежал, но был настигнут и захвачен римлянами, которые сохранили ему жизнь, чтобы он украсил триумфальный въезд в Рим консула Эмилия Павла.
Сражение показало преимущество римского легиона перед фалангой в манёвренности. Однако некоторые историки утверждают, что сражение было проиграно из-за бегства Персея и предательства гетайров, которые не участвовали в битве.

## Итоги
Разбив македонян при Пидне, консул Эмилий Павел двинулся с армией против бывших союзников Персея — Иллирии и Эпира. Он совершенно опустошил эти страны, разорил 70 эпирских городов, а 150 тысяч эпиротов были проданы в рабство.
Македония была разделена на четыре округа (союза городов), каждый из которых был совершенно самостоятельным, обладал правом чеканить свои монеты, но был лишён всякого права поддерживать экономические и политические связи со своими соседями. Все царские чиновники были выселены в Италию и за попытку вернуться наказывались смертью. Жители округов должны были доставлять в Рим ежегодную дань в размере половины того, что платили своему прежнему царю.
Иллирия также была разделена на три округа и устроена по примеру Македонии. В Греции римляне подвергли наказаниям всех, кто выступил на стороне Персея. Так, более тысячи ахейцев были отправлены в Рим в качестве заложников, в том числе и знаменитый впоследствии историк Полибий.
В 148 году до н. э., после подавления антиримского восстания, Македония вместе с Иллирией и Эпиром была превращена в римскую провинцию.